# Greda (Öland)
Greda is een klein dorp op het eiland Öland. Het ligt aan de oostelijke parallelweg van de Zweedse weg 136 langs de Oostzeekust. Het bestaat uit kernen Södre Greda en Östra Greda. Het behoort bij de gemeente Borgholm.
Åkerby-Lopperstad · Alböke · Äleklinta · Arbelunda · Askelunda · Åstad · Binnerbäck · Björkviken · Bläsinge · Borgehage · Borgholm · Bredsättra · Byrum · Byxelkrok · Bägby · Böda · Dalby · Djupvik · Djurstad · Dödevi · Egby · Enerum · Fagerum · Furuhäll-Blårör-Solbergamarken · Föra · Gillberga · Grankulla · Grankullavik · Greby · Greda · Gunnarslund · Gärdslösa · Hagby · Hagelstad · Hallnäs · Halltorp · Horn · Hässelby · Högenäs · Högsrum · Hörlösa · Ingelstad · Istad · Kalleguta · Kolstad · Kvarnstad · Källa · Källingemöre · Kårehamn · Köpingsvik · Lerkaka · Lilla Horn · Lindby · Lofta · Långlöt · Långöre · Löt · Löttorp · Marsjö · Mellböda och del av Böda · Melösa · Mörby · Nabbelund · Öjkroken · Ölands Bäck · Persnäs · Ramsättra · Runsten-Bjärby · Rälla · Rälla tall · Räpplinge · Sandby · Sandvik · Spjutterum · Stacketorp · Stenninge · Stora Rör · Störlinge · Sättra · Södvik · Sörby · Tjusby · Uggletorp · Vannborga · Vedborm · Vedby · Vedby